# Fuego de la Magdalena

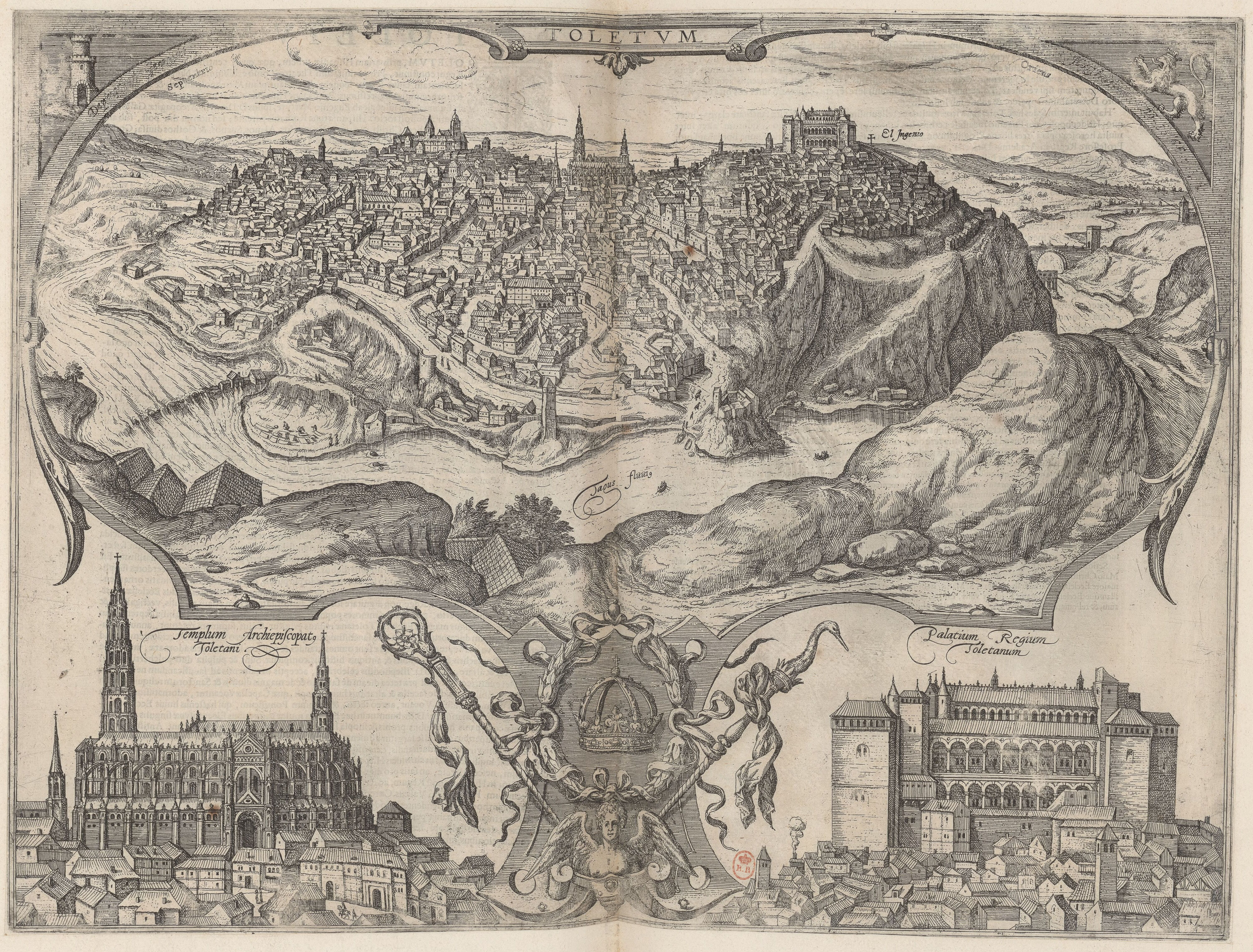
Vistas de Toledo en un grabado del

Fuego o fuegos de la Magdalena es la denominación de los disturbios en forma de revueltas opuestas (revuelta conversa y  revuelta anticonversa de Toledo de 1467), por su identificación con el incendio que tuvo lugar ese mismo año el día de la Magdalena (22 de julio), en el barrio de la Magdalena o "de las Cuatro Calles" de la ciudad de Toledo («fue fasta la Trinidad, e tomó cerca de San Juan de la Leche, e quemó la calle que dicen de la Sal e la Rua Nueva, e todo el Alcaná de los especieros hasta Santa Justa; e de allí tomó por el Solarejo e quemó toda la calle que llaman de los Tintoreros e la casa de Diego García de Toledo»). El fuego duró desde el «martes después de las vísperas, fasta el miércoles en todo el día e toda la noche», quemándose «mil seiscientos pares de casas» donde residían unas cuatro mil personas. Además de sufrir un gran número de muertos, muchos conversos de origen judío tuvieron que abandonar la ciudad.

## Contexto
Una fuerte animosidad entre los cristianos viejos ("limpios" o "lindos" -estatutos de limpieza de sangre-) y los cristianos nuevos ("de vico linaje" o conversos de origen judío) se mantenía en Toledo desde la revuelta antijudía de 1391 (que había provocado un gran número de conversiones). La gravedad del problema quedó manifiesta en la revuelta de Pedro Sarmiento de 1449. En 1465 se hubo de "pacificar" dos cofradías enfrentadas de cristianos viejos y nuevos, unificándolas. La situación se complicó desde la farsa de Ávila (5 de junio de ese mismo año de 1465) con el antagonismo entre los partidarios de Enrique IV y los del infante Alfonso; estos últimos, identificados con los cristianos viejos, habían conseguido que la ciudad estuviera entre las de su bando.

## Desarrollo

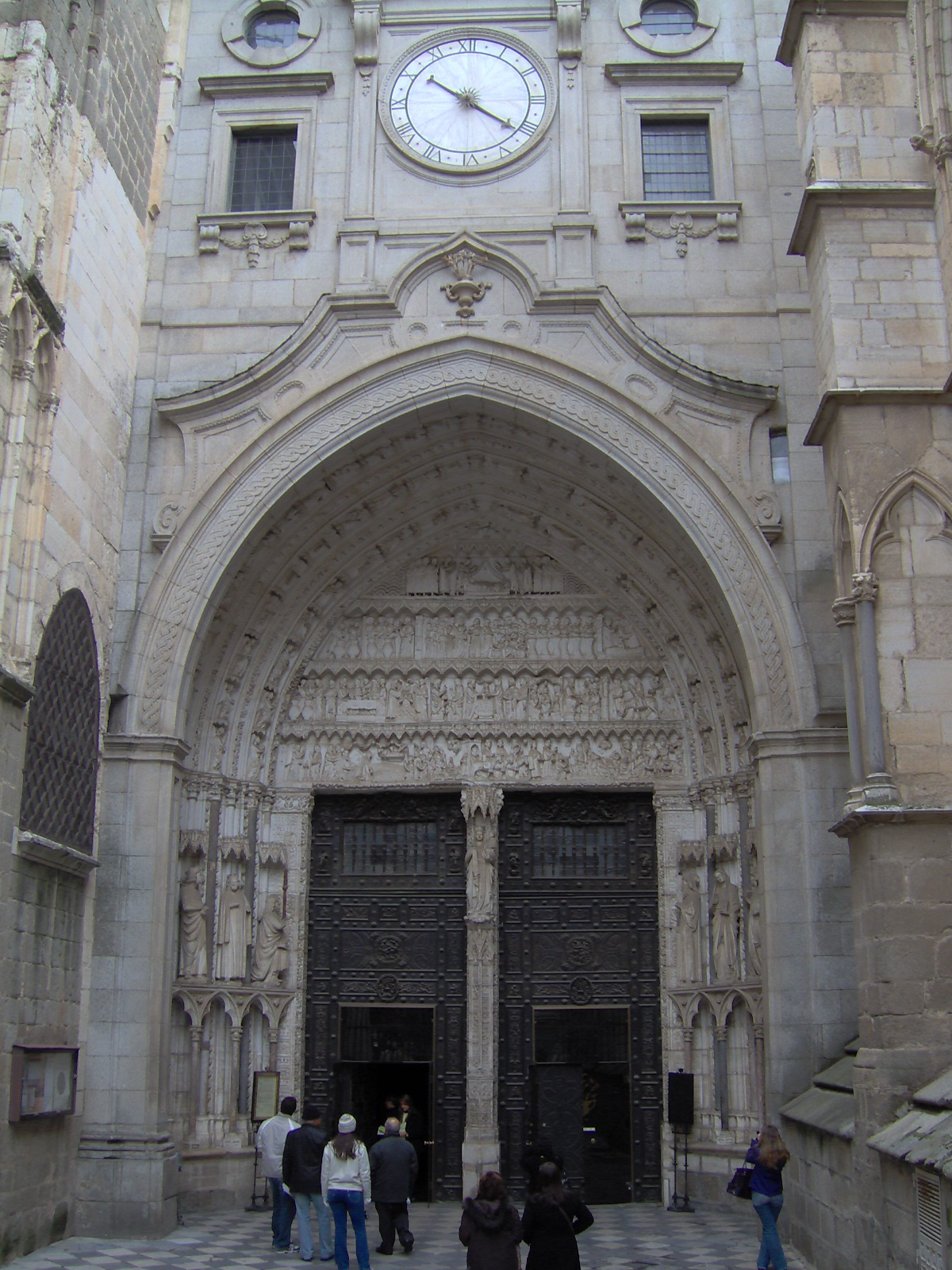
En esta puerta de la catedral, llamada "de las Ollas" o "del Reloj", tuvieron lugar algunos de los hechos más destacados de ese día

Los disturbios empezaron el domingo 19 de julio con un conflicto en la catedral suscitado por la lectura de un decreto de entredicho por el cobro de unas rentas capitulares en la villa de Maqueda, que terminó con el apaleamiento del clavario y la muerte de dos canónigos a manos de un grupo de conversos (al grito de «¡Mueran, mueran, que no es ésta iglesia, sino congregación de malos y viles!»). Inmediatamente se generó un enfrentamiento armado por las calles de Toledo entre un grupo de cristianos nuevos liderado por los implicados en el incidente de la catedral (Alvar Gómez de Ciudad Real, alcalde mayor extraordinario, y el regidor Fernando de la Torre) y otro de cristianos viejos liderado por el mariscal Payo de Ribera, llevando este último la peor parte, con unos quince muertos.
El martes 21 los cristianos viejos se convocaron al toque de campanas de las parroquias o collaciones que dominaban (todas menos tres), reuniéndose armados en la catedral. La multitud armada llegaba a un millar de hombres, a los que se unieron ciento cincuenta venidos de Ajofrín, que tuvieron que cruzar el río con el barco de San Felices puesto que los puentes y puertas estaban tomados por el bando opuesto. Los enfrentamientos comenzaron en cuatro puntos en torno a la catedral a donde llegaban grupos armados de conversos para sitiarla. A lo largo de la tarde el número de muertos y heridos llegó a más de un centenar.
El bando de los cristianos viejos estaba liderado por el alcalde mayor Pero López de Ayala (coincidente en apellido con el beneficiado del cabildo, Fernán Pérez de Ayala, quien había discutido con Álvar Gómez en la catedral), y el de los cristianos nuevos por su protector, Alonso de Silva (conde de Cifuentes, enemigo personal de López de Ayala), que «tomó fasta sesenta hombres de armas consigo, e con dos trompetas por las Quatro Calles enquiriendo las estancias de los conversos, e diciendo así: A ellos, señores, que no son nada, que hoy es vuestro día». Particular violencia tuvo la refriega que tuvo lugar en el "Corral de Don Diego" (en el barrio de la Magdalena, a espaldas de la casa de Diego García de Toledo), entre cristianos viejos de la parroquia de San Lorenzo, liderados por el tintorero Antón Sánchez, y cristianos nuevos, liderados por Alonso Franco, que fue apresado por sus enemigos. Antón Sánchez ordenó abrir un boquete en la carnicería mayor desde donde los sitiados abrieron fuego de artillería contra los conversos, a los que pusieron en fuga. Pudiendo salir de la catedral por la puerta de las Ollas, que antes los conversos habían pretendido quemar, fueron entonces los cristianos viejos los que prendieron fuego a las casas colindantes, dando comienzo el gran incendio y el saqueo de las casas de los conversos, que continuó los días siguientes.
Alonso de Silva y Alvar Gómez consiguieron huir, mientras que Fernando de la Torre y su hermano Álvaro, también regidor y converso, fueron atrapados por miembros de distintas collaciones de cristianos viejos y ahorcados; posteriormente sus cuerpos fueron llevados por las calles mientras se pregonaba: «Esta es la justicia que manda facer la comunidad de Toledo a estos traidores, capitanes de los conversos hereges; por quanto fueron contra la Iglesia, mándalos colgar de los pies cabeza abajo: quien tal face, que tal pague.» Se expusieron en la plaza de Zocodover donde «quantos passavan le davan cuchilladas y espingardadas, tanto que el un braço con una parte del quarto derecho tenía en tierra, con un scripto en la mano atado, de cosas que dezían que hauía dicho o fecho» y a los cuatro días se les enterró fuera de sagrado, junto al cementerio judío. Registrando la casa de Fernando de la Torre se halló un gran arsenal de armas, así como libros litúrgicos judíos en hebreo y documentos de su colaboración con obras pías rabínicas; todo lo cual fue considerado prueba de su condición de judaizante o "marrano".
Las agresiones y saqueos contra conversos continuaron toda la semana. El sábado se pregonó la prohibición a los conversos de "portar o tener en sus casas armas de todas clases, mayores o distintas de un cuchillo de un palmo, despuntado". Los que no habían conseguido salir de la ciudad procuraban acogerse a sagrado en iglesias y conventos. La naturalidad con la que se recordaban estos saqueos queda evidente en un testimonio muy posterior, con el que se quería probar la condición de un antepasado ya fallecido: «quando el robo de Pero Sarmiento e quando el de la Madalena, morando donde era el mayor fuego e el mayor peligro, se estovo a su puerta, e ninguno de los fidalgos nin christianos viejos le robó nin tomó cosa alguna de su fazienda, porque todos le tenían por mucho católico e fiel christiano».

## Consecuencias
Pero López de Ayala informó en tono conciliador a las autoridades que se encontraban en Olmedo: el arzobispo Carrillo y el infante Alfonso (que desde la farsa de Ávila había tomado el título de rey). Desde allí se emitieron cartas (27 y 30 de julio), ordenando la liberación y reposición en sus cargos del licenciado Alonso Franco. La recepción de las cartas, que fueron mostradas por Ayala, no apaciguó a una multitud que el 6 de agosto consiguió imponer la muerte de Alonso Franco, y varios días después la de otro converso llamado Juan Blanco.
Tras la batalla de Olmedo (20 de agosto), la ciudad envió al bachiller Fernán Sánchez Calderón a conseguir de Alfonso su sanción para los acuerdos tomados por el nuevo ayuntamiento contra los conversos: aparte de los muertos, a otros se había desterrado, y a «una muchedumbre de todos los principales» se había permitido salir de la ciudad con sus familias y haciendas a condición de que no sacaran con ellos armas ni bienes de los desterrados; a los que quedaron se les garantizó poder seguir con sus actividades privadas, pero no podrían ejercer cargo público alguno. En vista de la negativa de Alfonso, el bachiller se desvinculó de la petición, indicando que su propósito era únicamente denunciar los crímenes cometidos y avisar a su rey de que las autoridades toledanas se pasarían al bando de Enrique si no consentía en apoyarlas. Se recoge la respuesta de Alfonso: «Fagan lo que quisieren, según su maldad, tanto que no sea a cargo mío; e yo como a malos los entiendo de castigar, que no es mi voluntad de facer mercedes a los malfechores; asaz les debe bastar que las cosas tan mal fechas por ellos pasen so disimulación por la tribulación del tiempo; más que las cosas nefandas e aborrecidas yo haya de confirmar, deshonesta e torpe cosa sería».
La recuperación de la ciudad por el bando de Enrique no supuso ningún tipo de resarcimiento a los conversos, accediendo el rey a declarar «consumidos» los cargos municipales antes ocupados por estos, y a impedir que volvieran a ejercerlos de ahí en adelante (una orden semejante se impuso al mismo tiempo en Ciudad Real). El perdón real a Toledo tuvo fecha de 16 de junio de 1468, con una parte ratificada el 3 de julio del mismo año. No obstante, en julio de 1471 el rey rectificó, restituyendo en sus cargos a todos los oficiales depuestos, conversos o no, con lo que el número de cargos entre regidores, jurados y escribanos alcanzó un número exorbitante.
Algunos años después, a principios de 1485, la introducción de la Inquisición en Toledo por Tomás de Torquemada no llegó a causar una nueva revuelta conversa, pero sí una conspiración para realizarla el día del Corpus al paso de la procesión por las Cuatro Calles (es decir, en el mismo escenario de los hechos de 1467), que se frustró con la detención y ejecución, por orden del corregidor Gómez Manrique, de seis conversos, entre los que estaban el cabecilla, Lope Churizo, y el bachiller De la Torre, teniente corregidor (cuyo apellido coincide con dos de los protagonistas de los hechos de 1467). Poco después tuvo lugar el asesinato del inquisidor Pedro Arbués en la catedral de Zaragoza por una conspiración de conversos (14 de septiembre de 1485).